# کمیته انقلابی
کمیته انقلابی یک سازمان انقلابی رادیکال در ایران بود که در سال ۱۹۰۴ میلادی تأسیس شد. این سازمان نقش مهمی در انقلاب مشروطه ایران داشت.